# Maskell, Nebraska
Maskell, Nebraska (енгл. Maskell) град је у америчкој савезној држави Небраска.

## Демографија
По попису из 2010. године број становника је 76, што је 9 (13,4%) становника више него 2000. године.
| Група             | 2000.       | 2010.      |
| Белци             | 67 (100,0%) | 73 (96,1%) |
| Афроамериканци    | 0 (0,0%)    | 0 (0,0%)   |
| Азијати           | 0 (0,0%)    | 0 (0,0%)   |
| Хиспаноамериканци | 0 (0,0%)    | 2 (2,6%)   |
| Укупно            | 67          | 76         |